# Franciszek Niedźwiecki
Franciszek Niedźwiecki (ur. 2 kwietnia 1919 w Jeziorku w gminie Kamień Koszyrski, zm. 12 lipca 2011) – polski rolnik, poseł na Sejm PRL IV i V kadencji.

## Życiorys
Uzyskał wykształcenie podstawowe, z zawodu był rolnikiem. Przewodniczący Gminnej Rady Narodowej w Mściwojowie. W 1965 i 1969 uzyskiwał mandat posła na Sejm PRL w okręgu Legnica. Przez dwie kadencje zasiadał w Komisji Komunikacji i Łączności. Członek Zjednoczonego Stronnictwa Ludowego, następnie Polskiego Stronnictwa Ludowego.
Pochowany na Cmentarzu Grabiszyńskim we Wrocławiu (53/355/13).

## Odznaczenia
- Krzyż Kawalerski Orderu Odrodzenia Polski
- Srebrny Krzyż Zasługi
- Odznaka „Zasłużony Działacz Kultury”
- Odznaka 1000-lecia Państwa Polskiego